# 투유유
투유유(도유유, 중국어: 屠呦呦, 병음: Tú Yōuyōu, 1930년 12월 30일 ~ )는 중화인민공화국의 중의사, 약리학자이다. 개똥쑥을 이용한 말라리아 치료 성분인 아르테미시닌(Artemisinin)을 발견해, 윌리엄 C. 캠벨 박사 및 오무라 사토시 박사와 함께 2015년 노벨 생리학·의학상을 수상했다. 또한 말라리아 치료의 공로를 인정받아 유네스코 국제 생명과학 연구상을 수상하며 세계적인 과학자로 인정받았다.

## 생애
1930년 중국 저장성의 닝보에서 태어났다. 이름의 유유는 사슴의 울음소리를 나타내는 말로, <시경>의 시구에서 따온 것이다. 닝보고등학교를 거쳐 1951년 베이징의학원(지금의 베이징대학교 의과대학) 약학과에 진학하여 식물학, 본초학, 식물분류학 등을 전공하고 1955년 졸업하였다. 졸업 후 중국 중의과학원의 전신인 중의연구원에서 근무하면서 1959년~1962년에 제3기 '서의이직학습중의반'에서 중의약을 공부하여 중의사(한의사) 자격을 취득하였다.
1967년에는 말라리아 치료제 개발을 위한 중국 정부의 비밀 군사 프로젝트인 523항목에 참여했다. 이 프로젝트에 전국 60여 개의 과학 연구기관에서 500여 명의 연구 인력이 동원되었다. 이는 당시 미국과 전쟁중이던 북베트남이 말라리아로 인하여 엄청난 사상자가 발생하자 중국에 치료제 개발을 부탁한 데다가 중국 내에서도 감염자가 급증하였기 때문이다. 투유유도 1969년부터 이 프로젝트의 중의약 협력팀에 보조 연구원으로 투입된 뒤 곧 능력을 인정받아 4명의 연구원을 이끄는 소조(小組) 조장이 되었다. 각종 전통 의학서에 기록된학질 치료약제 200여 종 가운데개똥쑥(Artemisia annua)에 대한 연구를 진행하던 그는 4세기에 동진(東晉)의 갈홍(葛洪)이 펴낸《주후비급방(肘後備急方)》에 언급된 학질에 대한개똥쑥의 효능에 주목하였다.
1971년 투유유는 《주후비급방》에 개똥쑥 한 줌을 물 2ℓ에 담가 즙을 짜서 복용하라고 기록한 처방에 착안하여 기존의 추출액인 에탄올보다 비등점이 높은 에테르를 사용하여 유효 성분을 추출하는 실험에 착수하였다. 같은 해 10월, 190여 차례의 실패를 거친 끝에 마침내 유효한 성분을 얻어 쥐와 원숭이의 말라리아 원충을 완전히 억제하는 데 성공하였다. 사람을 대상으로 한 임상실험에도 성공하였는데, 투유유는 자원하여 실험 대상이 되기도 하였다. 이 성분은 아르테미시닌(Artemisinin, 중국명은 靑蒿素)이라 명명되었다.
아르테미시닌은 매년 200만 명 이상을 사망에 이르게 하는 말라리아의 발병 초기 단계부터 기생충을 빠르게 박멸하여 개발도상국에서 말라리아의 피해를 줄이는 데 크게 기여하였다.
1965년~1984년 부교수를 거쳐 1985년 정교수가 되었으며, 종신연구원 겸 수석연구원과 아르테미시닌 연구개발센터 주임으로 재직하였다.

## 약력
- 1936년 ~ 1941년:닝보사립숭덕초등학교 (전학)
- 1941년 ~ 1942년:닝보사립서초등학교 (졸업)
- 1942년 ~ 1946년:닝보사립기정중고등학교
- 1946년:닝보사립용강여자고등학교 (휴학)
- 1948년 ~ 1950년:닝보쇼고등학교
- 1950년 ~ 1951년:저장닝보고등학교 (졸업)
- 1951년 ~ 1955년:베이징의학원(전 베이핑대학교 의학원, 1952년 베이징의학원으로 독립) 약학과 (학사)
- 중국의과학원 재직 중

## 주요 수상 경력
- 2011년 래스커상(Lasker Award)
- 2015년 워렌 알퍼트 재단 상(Warren Alpert Foundation Prize)
- 2015년 노벨 생리학·의학상
- 2016년 중국 최고과학기술자상[5]
- 2019년 중국 공화국 훈장[6]
- 2019년 유네스코 국제 생명과학 연구상[7]

### 수상 경력 세부사항
- 중국인 최초의 래스커상(Lasker Award) 수상자
- 중국인 여성 최초의 노벨상 수상 및 중국인 최초의 노벨 생리학·의학상 수상자
- 2015년 노벨 생리학·의학상은 윌리엄 C. 캠벨, 오무라 사토시와 함께 수상

### 수상 세부 배경
아르테미시닌은 매년 200만명 이상을 사망에 이르게 하는 말라리아의 발병 초기 단계부터 기생충을 빠르게 박멸하여 개발도상국에서 말라리아의 피해를 줄이는 데 크게 기여하였다. 이러한 공로를 인정받아 2015년 아일랜드의 윌리엄 캠벨, 일본의 오무라 사토시와 함께 노벨생리의학상을 공동으로 수상하였다. 특히 투유유는 과학 부문의 노밸상을 수상한 여느 중국 과학자와 달리 박사 학위도 없고, 중국 과학계 최고 권위를 상징하는 원사 칭호도 없으며 해외 유학 경험도 없는 '3무 과학자'로서 이채를 띤다. 이밖에 2011년 래스커 의학 연구상을 비롯하여 중국 국가중대과학기술성과상(1978), 중국 국가발명상 2등상 (1979)등을 수상하였다.

국가최고과학기술상은 중국 국무원이 매년 한 차례 국내외 과학기술분야에 공헌한 이에게 수여하는 가장 권위있는 상으로 꼽힌다. 투유유 박사는 중국 중의학 연구자이자 중국 국내파 과학연구원으로는 최초로 노벨 생리의학상을 수상하여, 2015년 최고과학기술상의 유력한 후보로 지목된 바 있으나, 2015년 국무원은 최고과학기술상 수상자를 선정하지 않는 이례적인 모습을 보였다. 때문에 2016년에 진행된 투유유 박사의 2016 최고과학기술상 수상에 대해 '첫 여성 수상자'이자 '86세의 최고령 수상자'로 의미가 크다는 분석이 있다.
공화국 훈장은 중화인민공화국 성립 70주년을 경축하기 위하여, 신중국 건설과 발전에 걸출한 공헌을 한 공로를 표창하는 상이다. 2019년 공화국 훈장을 수여받은 사람은 투유유 박사 이외에도, 7명이 함께 수여받았다.
유네스코 국제 생명과학 연구상은 '인간의 삶의 질 향상을 이끈 생명과학 분야 우수 고학연구 프로젝트'로 투유유 박사, 미국의 의사 카토 로랑킨, 아일랜드 출신의 케빈 맥기건 교수와 함께 수상받았다. 투유유 박사는 세계적으로 기생충 질병에 대한 연구로 인정받고 있다. 유네스코는 보도자료를 통해 "그녀는 1980년대 중국에서 수천 명의 환자를 치료할 수 있었던 완전히 새로운 말라리아 치료제인 아르테미시닌을 발견했다."고 밝혔다.

## 같이 보기
- 약물 발견
- 말라리아
- 중국의 노벨상 수상자 목록
- 한약